# Epitrichius bowringi
Epitrichius bowringi är en skalbaggsart som beskrevs av Thomson 1857. Epitrichius bowringi ingår i släktet Epitrichius och familjen Cetoniidae. Inga underarter finns listade i Catalogue of Life.